# Sitamau (stato)
Lo Stato di Sitamau fu uno stato principesco del subcontinente indiano, avente per capitale la città di Sitamau.

## Storia
Lo stato di Sitamau venne fondato nel 1701. Il 5 gennaio 1819 divenne un protettorato britannico. Lo stato di Sitamau apparteneva all'Agenzia di Malwa ed ottenne 11 colpi di cannone a salve come saluto militare nelle occasioni ufficiali. I suoi regnanti erano imparentati con le famiglie regnanti di Ratlam e Sailana.

## Governanti
I governanti dello stato di Jaora avevano il titolo di raja

### Raja
- 1701 - 1748                Kesho Das
- 1748 - 1752                Gaj Singh
- 1752 - 1802                Fateh Singh
- 1802 - 1867                Raj Ram Singh I                    (m. 1867)
- 1867 - 28 maggio 1885         Bhawani Singh                      (n. 1836 - m. 1885)
- 8 dicembre 1885 - 1899         Bahadur Singh
- 1899 -  9 maggio 1900         Shardul Singh
- 11 maggio 1900 – 15 agosto 1947  Raj Ram Singh II                   (n. 1880 - m. 1967) (dall'11 dicembre 1911, Sir Raj Ram Singh II)